# Amathus in Cypro
Amathus in Cypro (łac. Diœcesis Amathusius in Cypro) – stolica historycznej diecezji w Cesarstwie Rzymskim (prowincja Ciprus), współcześnie na Cyprze. Od XIX wieku katolickie biskupstwo tytularne (nieobsadzone od 1984).

## Biskupi tytularni
| Lp. | Biskup                         | Od               | Do                   |
| --- | ------------------------------ | ---------------- | -------------------- |
| 1   | Pietro Luigi Rusconi           | 23 lutego 1801   | 29 maeca 1805        |
| 2   | Julius Caesar Scotti OFMCap.   | 9 września 1834  | 8 sierpnia 1862      |
| 3   | Antoni Junosza Gałecki         | 25 września 1862 | 10 marca 1885        |
| 4   | Vincenzo Brancia               | 25 czerwca 1889  | 26 lipca 1890        |
| 5   | Jorge Montes Solar             | 11 lipca 1892    | 7 marca 1900         |
| 6   | Henri Maquet SJ                | 31 lipca 1901    | 23 grudnia 1919      |
| 7   | Ulisse Carlo Bascherini        | 8 marca 1920     | 16 maja 1933         |
| 8   | Georges de Jonghe d’Ardoye MEP | 23 maja 1933     | 17 października 1938 |
| 9   | Patrick Cleary SSCME           | 13 grudnia 1938  | 11 kwietnia 1946     |
| 10  | Isidore Borecky                | 17 stycznia 1948 | 17 listopada 1956    |
| 11  | Garabed Amadouni               | 22 lipca 1960    | 14 stycznia 1984     |